# Girolamo Gastaldi
Girolamo Gastaldi (Taggia, 1616 – Roma, 8 aprile 1685) è stato un cardinale e arcivescovo cattolico italiano.

## Biografia
Girolamo Gastaldi nacque nel 1616 al Castello di Taggia, da una nobile famiglia patrizia genovese, avente il titolo di Marchese di Serra Nova, ma secondo il costume dell'epoca venne avviato sin quasi dalla propria nascita alla carriera ecclesiastica, in quanto era nato con delle deformità che gli impedivano di intraprendere altre carriere.
Recatosi quindi a Roma per i propri studi, si laureò in giurisprudenza e divenne avvocato delle cause forensi. Servendo per conto di casa Costaguti, venne inviato in missione in Spagna e, una volta fatto ritorno a Roma, divenne presbitero. Nominato Referendario del tribunale della Segnatura Apostolica durante il pontificato di Innocenzo X (1644-1655), divenne successivamente Commissario Generale per la Salute dal 1657. Chierico della Camera Apostolica, divenne in un primo momento Commissario Generale della Armi della Chiesa e poi Presidente delle Dogane. Divenuto Tesoriere Generale della Camera Apostolica durante il pontificato di Clemente IX (1667-1669), aveva ormai la strada aperta per l'elezione a cardinale.
L'elevazione alla porpora gli pervenne infatti il 12 giugno 1673 e il 17 luglio di quello stesso anno ottenne il titolo cardinalizio di Santa Pudenziana. Nominato legato a Bologna per un triennio dal 9 maggio 1678, partecipò al conclave del 1676, eleggendo a pontefice Innocenzo XI. Il 13 settembre 1677 optò per il titolo di Sant'Anastasia.
Eletto Arcivescovo di Benevento il 19 febbraio 1680, divenne Camerlengo del Sacro Collegio dei Cardinali dal 15 gennaio 1685, rimanendo in carica con queste posizioni sino alla propria morte.
Morì a Roma, nel suo palazzo a piazza Scossacavalli nel rione di Borgo, l'8 aprile 1685, alle quattro di pomeriggio. La sua salma venne esposta alla pubblica venerazione nella chiesa di Santa Maria in Vallicella a Roma, ove i funerali ebbero luogo il 10 aprile di quello stesso anno. Alle 2.00 di notte di quello stesso giorno, la salma venne trasferita alla chiesa di Santa Maria dei Miracoli e venne sepolta in quella chiesa, accanto alla tomba del fratello Benedetto Gastaldi, patrizio genovese ma non ecclesiastico, che lo aveva coadiuvato nel suo cardinalato e che gli era premorto.

## Genealogia episcopale
La genealogia episcopale è:
- Cardinale Guillaume d'Estouteville, O.S.B.Clun.
- Papa Sisto IV
- Papa Giulio II
- Cardinale Raffaele Riario
- Papa Leone X
- Papa Paolo III
- Cardinale Francesco Pisani
- Cardinale Alfonso Gesualdo
- Papa Clemente VIII
- Cardinale Pietro Aldobrandini
- Cardinale Laudivio Zacchia
- Cardinale Antonio Barberini, O.F.M.Cap.
- Cardinale Girolamo Colonna
- Cardinale Niccolò Albergati-Ludovisi
- Cardinale Girolamo Boncompagni
- Cardinale Girolamo Gastaldi